# Giovanni Battista Fattori
Giovanni Battista Fattori (1696 – Trento, 1776) è stato uno scultore italiano.

## Biografia

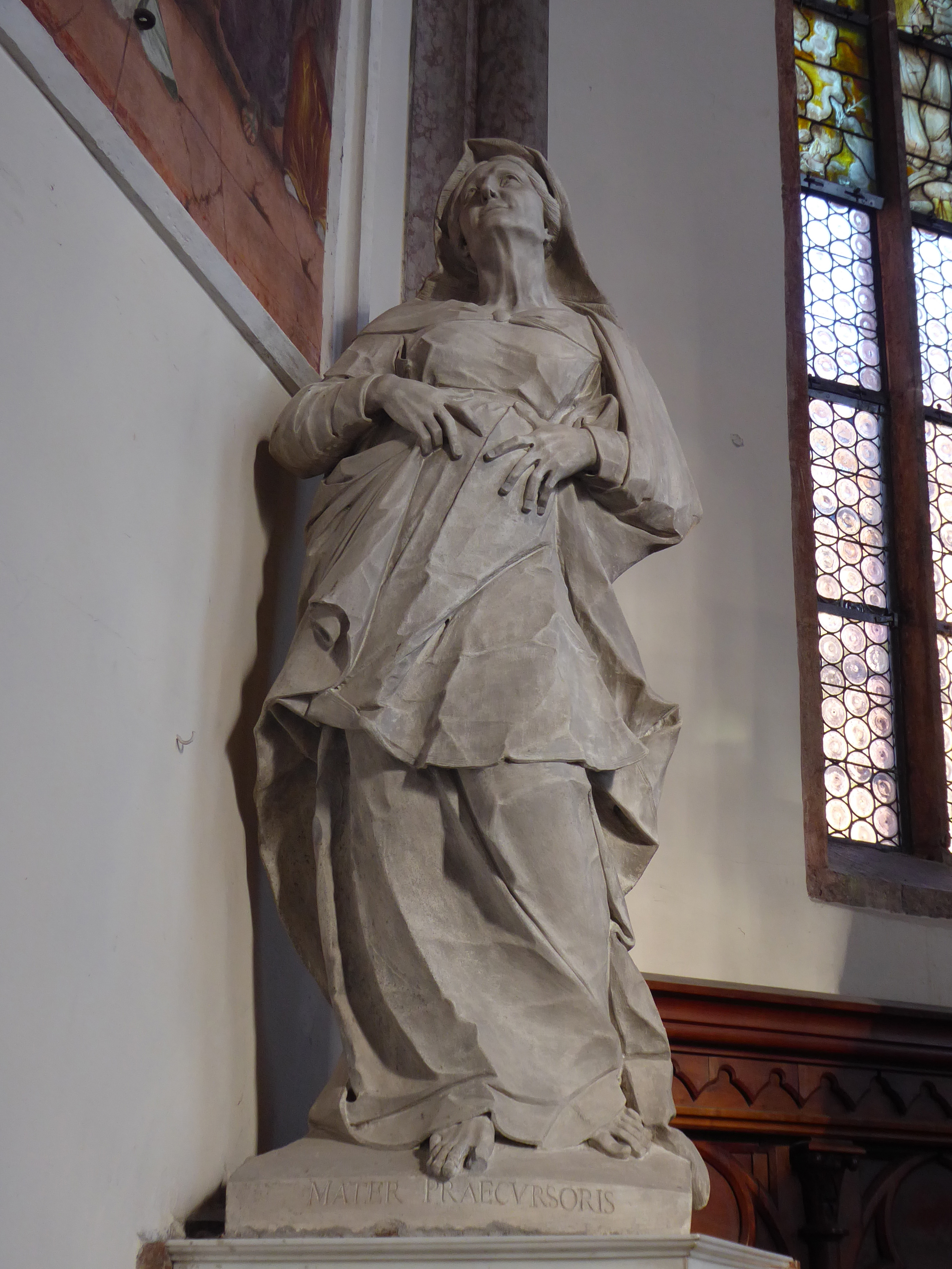
La statua di santa Elisabetta nella chiesa di Santa Maria Assunta di Civezzano

Si hanno pochissime informazioni circa la sua famiglia o le sue origini; nato probabilmente nel 1696, venne battezzato il 22 giugno 1702 nel duomo di Trento; i suoi genitori si chiamavano Giovanni Battista e Annamaria.
L'unica sua opera per cui si abbia una datazione certa è una statua lignea di Gesù genuflesso in preghiera nell'orto degli ulivi, realizzata per la chiesa di Sant'Anna di Trento e collocata, dal 1980 circa, nell'adiacente chiesa di San Pietro. 
Di poco precedenti devono essere le due statue di sant'Anna e sant'Elisabetta eseguite per l'altare maggiore della chiesa del Carmine di Trento, che dopo la sua demolizione sono passate, assieme con tutto l'altare, alla pieve di Civezzano: questo altare era opera degli scultori Domenico e Antonio Sartori, con i quali il Fattori mantenne probabilmente buoni rapporti lavorativi; li affiancò tra l'altro anche nell'altare maggiore del duomo di Trento, per il quale realizzò due dei quattro putti (quelli verso il coro; gli altri due sono dell'Oradini).
Oltre a questo, a lui vengono ricondotte, più o meno dubitativamente, varie altre opere: le statue dei santi Pietro e Paolo dall'altare della chiesa di San Pietro di Trento; i busti degli stessi due santi dalla collegiata di Arco; due rilievi in legno, dipinti a finto marmo, raffiguranti l'Adorazione dei pastori e la Torre di Babele, conservati a castel Thun; alcuni pannelli lignei dal coro del duomo di Trento; le statue dell'altare maggiore della chiesa di Sant'Andrea di Torbole sul Garda; le statue della chiesa di San Carlo Borromeo di Volders (queste del 1761).
Morì all'età di ottant'anni, e venne sepolto nella chiesa di San Francesco Saverio a Trento.